# Candy Mountain
Candy Mountain is een Canadees-Franse dramafilm uit 1988, geregisseerd door Robert Frank en Rudy Wurlitzer en geproduceerd door Philippe Diaz. De hoofdrollen worden vertolkt door Kevin J. O'Connor, Harris Yulin en Tom Waits.

## Verhaal
Julius (Kevin J. O'Connor), een jonge popmuzikant, gaat op zoek naar zijn meester. Hij gaat naar Canada. Eenmaal aangekomen, blijkt dat de meester juist zijn instrumenten aan het verbranden is.

## Rolbezetting
| Acteur                   | Personage       |
| ------------------------ | --------------- |
| Kevin J. O'Connor        | Julius          |
| Harris Yulin             | Elmore Silk     |
| Tom Waits                | Al Silk         |
| Bulle Ogier              | Cornelia        |
| Roberts Blossom          | Archie          |
| Leon Redbone             | Leon            |
| Dr. John                 |                 |
| Rita MacNeil             | Winnie          |
| Joe Strummer             | Mario           |
| Laurie Metcalf           | Alice           |
| Jayne Eastwood           | Lucille         |
| Kazuko                   | Koko Yamamoto   |
| Eric Mitchell            | Gunther         |
| Mary Joy                 | Echtpaar        |
| Bob Joy                  | Echtpaar        |
| Arto Lindsay             | Alston          |
| Mary Margaret O'Hara     | Darlene         |
| David Johansen           | Keith Burns     |
| Tony 'Machine' Krasinski | Muzikant        |
| Susan Kirschner          | Suzie           |
| Dee De Antonio           | Lou Sultan      |
| Jose Soto                | Muzikant's Zoon |
| Bob Maroff               | Pompbediende    |
| Rockets Redglare         | Van Driver      |
| Nancy Fish               | Dienstmeisje    |
| Dan Archie Cummings      | Gas Eigenaar    |
| Liz Porrazzo             | Lola            |
| Roy MacEachern           | Agent           |
| Wayne Robson             | Buddy Burke     |
| Eric House               | Dokter          |